# Amédée Latieule
Amédée-Jean-Baptiste Latieule, né le 2 juillet 1838 à Saint-Mayme (aujourd'hui commune d'Onet-le-Château), décédé à Vannes le 21 octobre 1903, fut évêque de Vannes du 22 (ou 24) mars 1898 au 21 octobre 1903. Il est consacré le 29 juin 1898 par Jean-Augustin Germain avec comme co-consécrateurs François-Narcisse Baptifolier et Émile-Christophe Énard.

## Succession apostolique
Amédée Latieule a ordonné les évêques suivants :
- Évêque Joachim-Pierre Buléon, C.S.Sp. (1899)

## Armoiries
| Blason | Blasonnement : Parti : au 1 d'azur à l'agneau pascals d'argent ; au 2 de gueules à trois à trois roues d'or (qui est de Rodez) ; le tout surmonté d'un chef d'hermine. Devise : Fratrum amator. |